# Efecto Baldwin

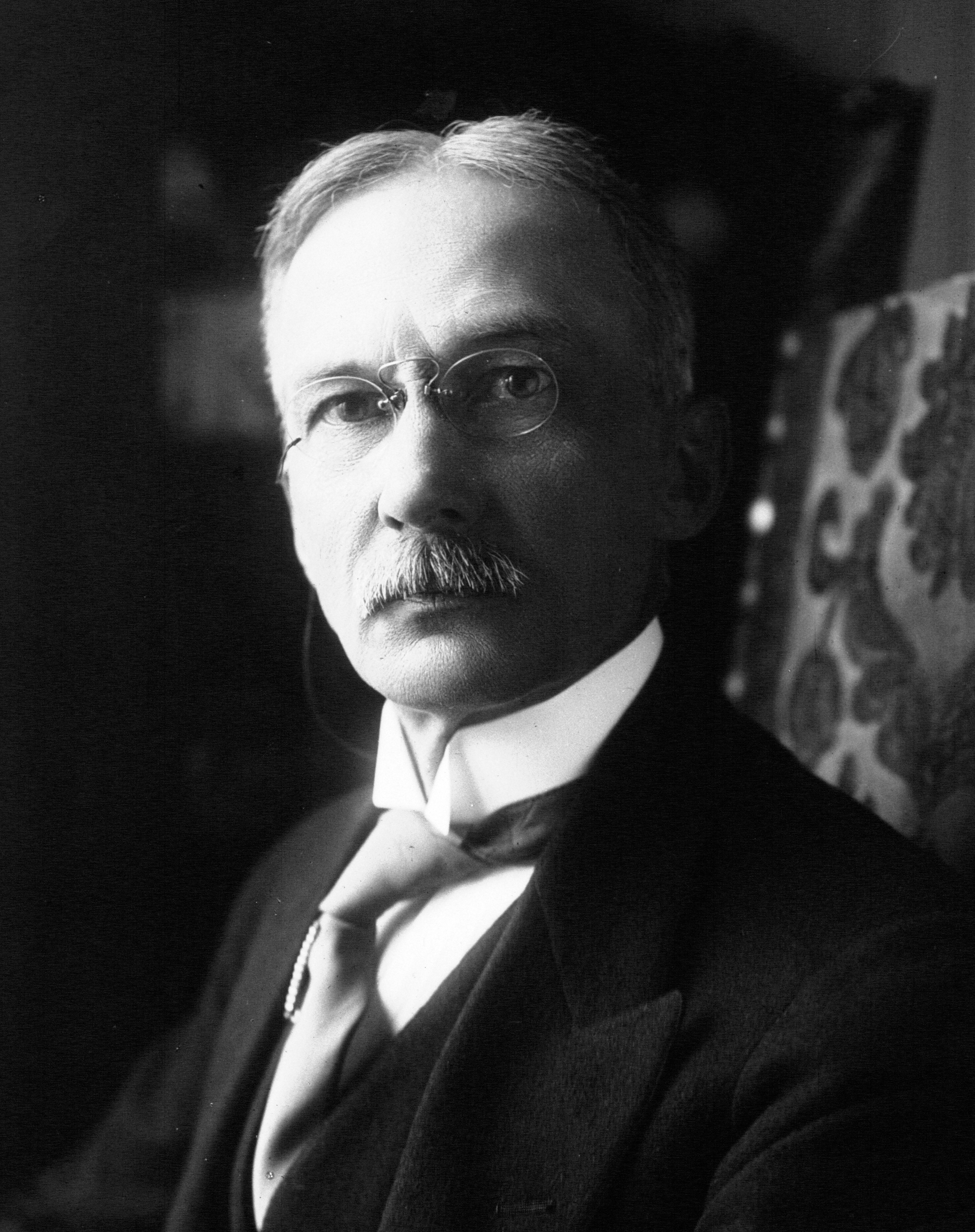
James Mark Baldwin

El efecto Baldwin, también llamado evolución baldwiniana u ontogenética es una teoría evolutiva propuesta en 1896 por el psicólogo norteamericano James Mark Baldwin, quien propuso un mecanismo para la selección de habilidades de aprendizaje. La descendencia seleccionada tendería hacia una mayor capacidad para aprender nuevas habilidades y no estar constreñida a habilidades genéticamente codificadas y relativamente fijas, poniendo el énfasis en el hecho de que el comportamiento sostenido de una especie o grupo puede modelar la evolución de las especies.

## El efecto Baldwin y la herencia lamarckista
En 1896 Baldwin propuso que el aprendizaje individual puede explicar fenómenos evolutivos que parecen apoyar la herencia Lamarckiana. Baldwin concibió lo que llamó herencia orgánica como una reconciliación entre las evoluciones lamarckista y darwinista: la habilidad de los individuos para aprender puede guiar los procesos evolutivos, facilitando la evolución, puliendo el paisaje adaptativo. Baldwin propuso que las habilidades que inicialmente requieren el aprendizaje son finalmente reemplazadas por la evolución de sistemas genéticamente determinados que no requieren aprendizaje. Así, los comportamientos aprendidos pueden hacerse instintivos en generaciones subsiguientes sin invocar la desacreditada herencia lamarckiana, pues, a diferencia de esta, no implica la transferencia directa de habilidades aprendidas de generación en generación.

## Ejemplos
- Supongamos una especie amenazada por un nuevo predador y un comportamiento que hace más difícil al predador la caza de su presa. Los individuos que aprenden más rápidamente estarán en ventaja. A medida que el tiempo avance, la habilidad para aprender el comportamiento mejorará por selección genética hasta que en cierto momento parezca ser un instinto.

- La aparición de la tolerancia a la lactosa en las poblaciones humanas con una larga tradición de animales domésticos productores de leche.